# کارلوس سالوم
کارلوس سالوم (انگلیسی: Carlos Salom؛ زادهٔ ۱۵ آوریل ۱۹۸۷) بازیکن فوتبال اهل آرژانتین است.
از باشگاه‌هایی که در آن بازی کرده است می‌توان به باشگاه فوتبال رایو وایکانو اشاره کرد.
وی همچنین در تیم ملی فوتبال فلسطین بازی کرده است.